# Wieża Cabota
Wieża Cabota (ang. Cabot Tower) – obiekt architektoniczny położony w mieście Bristol w Anglii, w obrębie parku publicznego Brandon Hill. Jest klasyfikowany jako zabytek drugiej klasy. Ponad trzydziestometrową wieżę zbudowano w latach 90. XIX wieku jako pamiątkę podróży Johna Cabota do Kanady, która zakończyła się dokładnie 400 lat wcześniej. Wieżę zamknięto w 2007, ze względu na niebezpieczeństwo przebywania w niej, lecz została ponownie otwarta w 2011.

## Historia
Wieża stoi na terenie niegdysiejszej kaplicy, która istniała w czasach baroku. W XVI wieku zastąpił ją wiatrak.
Wieżę zbudowano ku pamięci Giovanniego Caboto, znanego w Anglii jako John Cabot, 400 lat po tym, jak wyruszył w okręcie Matthew z Bristolu do teraźniejszej Kanady. Kamień węgielny został położony 24 lipca 1897 przez Barona Dufferin i Claneboye, a samą wieżę ukończono nieco ponad rok później, 9 września 1898. Architektem był William Venn Gough. Pierwotnie planowała była winda, lecz nigdy nie została zainstalowana.

### Remont
Zamknięto ją w 2007, aby wykonać remont po uznaniu jej za niebezpieczną dla turystów, decyzją rady miejskiej Bristolu. Remont zakończono w 2011 i wieżę ponownie otwarto. W 2014 nastąpił kolejny remont, podczas którego zainstalowano tablicę, na której widnieje słowo „BRISTOL” w kodzie Morse’a.

## Architektura
Wieża ma wysokość 32 metrów (105 stóp) i zbudowana jest z czerwonej odmiany piaskowca z elementami z kamienia „Bath stone”, głównie skupionych w ornamentach i ozdobach rozmieszczonych na wieży. W środku wieży znajduje się spiralna klatka schodowa, wiodąca turystów do dwóch platform widokowych, gdzie balkony z żelaznymi balustradami pozwalają im podziwiać panoramę Bristolu. Najwyżej położony balkon znajduje się około 102 metry (334 stóp) nad poziomem morza. Wieża jest wspierana przez dwa bliźniacze architektoniczne systemy przyporowe o układzie diagonalnym; z kolei góra wieży jest wspierana przez łęki oporowe i zwieńczona niewielką ośmioboczną iglicą o zwieńczeniu kulowym, na którym stoi ręcznie wyrzeźbiona skrzydlata postać mająca przedstawiać handel.
Na trzech bokach podstawy ukończonej wieży Cabota znajdują się tablice pamiątkowe. Brzmią następującoː
„Kamień węgielny tej wieży położył baron Dufferin w dniu 24 lipca 1897 i została ona otwarta przez tego samego szlachcica w dniu 6 września 1898. W. Howell Davies, przewodniczący komitetu wykonawczego, oraz E.G. Clarke i J.W. Arrowsmith, sekretarze honorowi”

„Ta tablica została tu umieszczona przez bristolski oddział Stowarzyszenia Pokojowego w nadziei, że pokój i przyjaźń będą zawsze łączyć lud tego kraju i Amerykę. Chwała na wysokościach Bogu, a na ziemi pokój ludziom, w których ma upodobanie. Łuk. 2.14”

„Ta wieża została zbudowana z woli okolicznego ludu w 61. roku panowania Wiktorii Hanowerskiej, aby uczcić 400. rocznicę wyruszenia Johna Cabota z tego oto portu do ziemi, która stała się później Kanadą.”